# Institut historique de la Compagnie de Jésus
L’Institut historique de la Compagnie de Jésus [en latin ‘Institutum historicum Societatis Iesu’) [IHSI] rassemble un groupe international d’historiens jésuites engagés depuis la fin du XIXe siècle à publier des éditions critiques des textes fondateurs de la Compagnie de Jésus (les MHSI), et à promouvoir la recherche sur l’histoire des jésuites. Fondé à Madrid, l’institut est aujourd’hui basé à Rome.

## Histoire
Au milieu du XIXe siècle, un groupe de jésuites espagnols commence la publication de lettres de saint Ignace de Loyola. Par ailleurs le contexte de controverses et d’apologétique antireligieuse du XIXe siècle, nourrie de nombreux pamphlets anti-jésuites nécessite la mise à disposition du public de sources sérieuses et authentiques. La science historique a également fait de grands progrès.
Aussi, encouragé par la congrégation générale XXIV (de 1892) le supérieur général Luis Martin établit un ‘collège d’écrivains’ à Madrid, en 1893, avec mission d’établir des éditions critiques des  documents fondateurs de la Compagnie de Jésus, sur lesquels puissent alors se fonder les différentes ‘Histoire de la Compagnie’ qui se préparent dans divers pays d’Europe. Ces historiens sont appelés à adopter les méthodes critiques de la recherche historique contemporaine. C’est la naissance des Monumenta Historica Societatis Iesu dont le premier volume sort de presse en janvier 1894.
En 1911, l’institut étend son champ de publications et commence à publier des monographies historiques. En 1930, le père Ledochowski décide de son transfert à Rome, où il s’établit à la Curie généralice de l’ordre.

## Publications
- Les Monumenta Historica Societatis Iesu MHSI sont des éditions critiques de sources primaires des premiers siècles de l’histoire de la Compagnie de Jésus. 156 volumes ont été publies.

- Monumenta Historica Societatis Iesu (nova series). Un changement de critères et procédures introduits en 2005 ouvre une nouvelle série de Monumenta. A l’édition critique des sources primaires sont ajoutées des traductions. De plus les volumes ne sont plus arrangés chronologiquement mais thématiquement.
- La Bibliotheca Institutum Historici Societatis Iesu [BIHSI].  Des monographies sur l’histoire et la culture de la Compagnie de Jésus.  La série, ouverte en 1941, comprend, en 2009, 64 publications en espagnol, français, anglais, allemand ou italien.. Les auteurs ne sont pas nécessairement jésuites ou membres de l’Institut historique..
- Les Subsidia ad Historiam Societatis Iesu. Cette série publie des outils de travail dans le même domaine: catalogues de personnes, bibliographies spécialisées et index de documents d’archives. Ouverte en 1957 la série compte 15 volumes.
- L’Archivum Historicum Societatis Iesu [AHSI]  est la revue semestrielle publiée depuis 1932 par l’Institut. Y sont publiés des articles sur divers aspects de l’histoire et la culture de la Compagnie de Jésus. Des éditions critiques de sources primaires sont souvent incluses. Très spécialisée la revue accepte des articles en toutes les grandes langues modernes : ils sont accompagnés d’un résumé en anglais.